# Zoukougbeu
Zoukougbeu es un departamento de la región de Haut-Sassandra, Costa de Marfil. En mayo de 2014 tenía una población censada de 110 514 habitantes.
Se encuentra ubicado en el centro-oeste del país, cerca de la orilla oriental río Sassandra.